# Anisopagurus pygmaeus
Anisopagurus pygmaeus is een tienpotigensoort uit de familie van de Paguridae. De wetenschappelijke naam van de soort is voor het eerst geldig gepubliceerd in 1918 door Bouvier.